# 入来智
入来 智（いりき さとし、1967年〈昭和42年〉6月3日 - 2023年〈令和5年〉2月10日）は、宮崎県都城市出身のプロ野球選手（投手）。
弟の入来祐作も元プロ野球選手で、1999年から2000年までは兄弟同時に読売ジャイアンツに在籍していた。

## 経歴

### プロ入り前
小学4年時に野球を始める。鹿児島実高では、1985年夏の鹿児島大会の準決勝で3番手として登板したが鹿児島商工に敗退。卒業後は三菱自動車水島に入社。
1989年度ドラフト会議にて近鉄バファローズから6位指名を受け入団。同期には野茂英雄や後に在籍した巨人でもチームメイトになった石井浩郎らがいる。

### プロ野球選手時代
近鉄時代は先発・中継ぎ・抑えとこなす便利屋的存在として活躍し、1990年 - 1995年までの6年間で125試合に登板した。
1996年6月、吉本亮との交換トレードで広島東洋カープへ移籍。同年オフに吉本亮と返却トレードを行い近鉄に復帰。
1998年オフ、佐藤裕幸との交換トレードで巨人へ移籍。弟の祐作とチームメイトになり球団史上初の現役兄弟選手となった。1999年は22試合に登板したが翌2000年は一軍登板はなく、同年オフに戦力外通告を受け、ヤクルトスワローズへ移籍。当時監督だった若松勉は「テストで最後まで絞ったときに、気迫、根性を感じて獲得した」と述べている。
2001年は自己最多の10勝を挙げ、前半は9勝2敗。同年のオールスターゲームに監督推薦で初出場し、祐作とNPBのオールスターゲームでは史上初の兄弟継投を行った。古巣である大阪近鉄との日本シリーズでも、10月23日に開催された第3戦（神宮）で古田敦也とバッテリーを組み、5回1失点で勝利投手となる。2002年は足首の故障と個人的事情により1勝しか挙げられず、同年オフに2度目の戦力外通告を受ける。なお、ヤクルト時代の2年間で祐作との兄弟対決は実現しなかった。
2003年は韓国プロ野球 (KBO) の斗山ベアーズに入団。KBOでは初の外国人枠登録による日本人投手となった。
2004年は台湾のCPBL・La Newベアーズへ移籍。シーズン途中で解雇され、同年限りで現役を引退。

### 引退後
引退後は故郷の都城市で、義兄（妻の兄）が経営する仕出し・手作り弁当屋「かかし亭」に勤務し、2008年4月に宮崎市内にオープン予定であった2号店を任せられるまでになった（後に退職している）。
引退後は判明しているだけで実に10回の転職を繰り返しており、死亡時は介護士として働いていた。

### 交通事故死
2023年2月10日21時50分ごろ、都城市内で軽乗用車を運転中に普通乗用車と出合い頭に衝突。乗っていた軽乗用車の前方が大破し、畑に転落。意識を失った状態で市内の病院へ搬送されたが、約2時間後の同日23時45分、重症頭部外傷のため死亡した。55歳没。
現場は同市野々美谷町の信号機のない市道交差点で、相手側の33歳の団体職員の男性にけがはなく、男性が通行する道路には交差点進入手前に一時停止の標識が設置されていた。
弟の入来祐作は事故の報を受け、オリックス投手コーチとして滞在中のキャンプ地・宮崎市から、約50キロの距離にある都城市へ駆け付けた。同月12日に通夜が営まれ、祐作のほかキャンプで宮崎に滞在しているオリックスの福良淳一ゼネラルマネージャー、巨人の久保康生巡回投手コーチが参列。清原和博などの球界関係者から供花がおくられた。翌13日には告別式が営まれ、副葬品として「現役時代にプレーした球団の帽子や巨人、ヤクルトのユニホーム」が柩に納められた。戒名は「慈恩院法智信士」。

## 選手としての特徴・人物
先発、中継ぎ、抑えとあらゆる役割に対応した。
最速140 km/h台後半の直球を武器にした内角への強気のピッチングが持ち味であり、その投球スタイルは「ケンカ投法」と呼ばれていた。
1994年の対オリックス・ブルーウェーブ戦で打者の小川博文から側頭部に打球を受けた。心配したナインが駆け寄るが本人は全く痛がる様子もなくその後も続投した。このシーンはフジテレビ系列のテレビ番組『プロ野球珍プレー・好プレー大賞』でよく放送されていた。
1995年の対千葉ロッテマリーンズ戦で打者のピート・インカビリアの頭部に死球を与え乱闘騒ぎになり、その際インカビリアにマウンド上で張り倒された。
1997年8月24日に近鉄はロッテ相手に10点差を逆転し、11対10で勝利したが、近鉄の11点目（決勝点）を記録した打者は、四球で出塁した山本和範の代走で登場した入来だった。当時はまだセ・パ交流戦が無く、パ・リーグの投手が打席に立つ機会はほとんど無いため、この年の入来の打撃成績は打席数0ながら得点1が記録されている。
1997年8月30日の対福岡ダイエーホークス戦（大阪ドーム）で近鉄復帰後先発勝利を飾った際には「（同年巨人に入団した）弟に負けられない」とコメントし、復活への足掛かりとなった。
ヤクルトへ移籍した際「僕は巨人に復讐するためにやってきました!だから他の4球団の投手の方は、僕に巨人攻略法を聞きに来てください」と反巨人を宣言（それまでは巨人ファンだった）。その反発心が功を奏し、2001年のヤクルトの優勝に大きく貢献する。この年はオールスターにも初めて選出され、第1戦で先発を務めた弟・祐作から兄・智がマウンドを受け継ぐ入来兄弟リレーが実現した。また、日本シリーズで近鉄に勝利し、日本シリーズを含めての全球団勝利を達成している。さらに、それまで力一辺倒の投球だったが、ヤクルト時代バッテリーを組んだ古田敦也からスローカーブ等を交えた緩急の投球を教わったことで、ヤクルト移籍初年度の活躍に繋がり、「僕にとってまさに運命の人」と発言していた。入来はキャッチャーのサインにうなずいても自分のカンで違う球種を投げることが頻繁にあり、それが原因でキャッチャーが捕球ミスをすることもたびたびあったが、古田は敵にも味方にもサイン違いと気づかれないほど普通にキャッチングをしていた。古田のキャッチングがあまりにも自然なので、弟の祐作がオールスターで古田に「兄は古田さんのサイン通りに投げてるんですか?」と尋ねたところ、古田は「投げてへんよ」と涼しい顔で答えたという。

## 詳細情報

### 年度別投手成績
| 年 度     | 球 団     | 登 板 | 先 発 | 完 投 | 完 封 | 無 四 球 | 勝 利 | 敗 戦 | セ 丨 ブ | ホ 丨 ル ド | 勝 率 | 打 者 | 投 球 回 | 被 安 打 | 被 本 塁 打 | 与 四 球 | 敬 遠 | 与 死 球 | 奪 三 振 | 暴 投 | ボ 丨 ク | 失 点 | 自 責 点 | 防 御 率 | W H I P |
| --------- | --------- | ----- | ----- | ----- | ----- | -------- | ----- | ----- | -------- | ----------- | ----- | ----- | -------- | -------- | ----------- | -------- | ----- | -------- | -------- | ----- | -------- | ----- | -------- | -------- | ------- |
| 1990      | 近鉄      | 7     | 1     | 0     | 0     | 0        | 0     | 0     | 0        | --          | .000  | 39    | 7.2      | 14       | 2           | 4        | 0     | 1        | 6        | 0     | 0        | 10    | 9        | 10.57    | 2.35    |
| 1991      | 近鉄      | 10    | 4     | 4     | 2     | 0        | 4     | 0     | 0        | --          | 1.000 | 205   | 51.2     | 35       | 3           | 17       | 0     | 3        | 23       | 0     | 0        | 16    | 14       | 2.44     | 1.01    |
| 1992      | 近鉄      | 15    | 7     | 1     | 0     | 1        | 4     | 3     | 1        | --          | .571  | 245   | 53.1     | 66       | 8           | 19       | 0     | 3        | 38       | 3     | 0        | 41    | 40       | 6.75     | 1.59    |
| 1993      | 近鉄      | 26    | 9     | 1     | 1     | 0        | 5     | 5     | 0        | --          | .500  | 340   | 80.2     | 68       | 5           | 33       | 2     | 6        | 70       | 0     | 0        | 36    | 30       | 3.35     | 1.25    |
| 1994      | 近鉄      | 44    | 4     | 0     | 0     | 0        | 4     | 6     | 1        | --          | .400  | 468   | 107.0    | 128      | 12          | 34       | 1     | 2        | 67       | 0     | 0        | 56    | 50       | 4.21     | 1.51    |
| 1995      | 近鉄      | 23    | 4     | 0     | 0     | 0        | 0     | 3     | 0        | --          | .000  | 225   | 50.2     | 61       | 7           | 14       | 0     | 3        | 43       | 0     | 0        | 30    | 30       | 5.33     | 1.48    |
| 1996      | 広島      | 6     | 2     | 0     | 0     | 0        | 0     | 3     | 0        | --          | .000  | 80    | 17.0     | 20       | 2           | 8        | 0     | 2        | 14       | 1     | 0        | 17    | 10       | 5.29     | 1.65    |
| 1997      | 近鉄      | 6     | 1     | 0     | 0     | 0        | 1     | 0     | 0        | --          | 1.000 | 50    | 13.1     | 14       | 1           | 1        | 0     | 0        | 10       | 0     | 0        | 4     | 4        | 2.70     | 1.13    |
| 1998      | 近鉄      | 25    | 1     | 0     | 0     | 0        | 4     | 3     | 0        | --          | .571  | 208   | 47.2     | 46       | 2           | 26       | 2     | 2        | 37       | 1     | 2        | 30    | 29       | 5.48     | 1.51    |
| 1999      | 巨人      | 22    | 0     | 0     | 0     | 0        | 2     | 1     | 0        | --          | .667  | 104   | 21.2     | 24       | 3           | 17       | 1     | 1        | 23       | 1     | 0        | 10    | 10       | 4.15     | 1.89    |
| 2001      | ヤクルト  | 24    | 20    | 1     | 0     | 1        | 10    | 3     | 0        | --          | .769  | 528   | 129.1    | 117      | 16          | 32       | 2     | 4        | 80       | 1     | 0        | 42    | 41       | 2.85     | 1.15    |
| 2002      | ヤクルト  | 6     | 5     | 0     | 0     | 0        | 1     | 3     | 0        | --          | .250  | 117   | 25.2     | 33       | 6           | 6        | 0     | 1        | 11       | 1     | 0        | 19    | 19       | 6.66     | 1.52    |
| 2003      | 斗山      | 39    | 20    | 5     | 1     | --       | 7     | 11    | 5        | 0           | .389  | 676   | 159.0    | 155      | 17          | 53       | 3     | 9        | 87       | 2     | 0        | 68    | 66       | 3.74     | 1.31    |
| 2004      | La New    | 11    | 11    | 3     | 0     | 0        | 4     | 6     | 0        | 0           | .400  | 331   | 77.0     | 81       | 6           | 19       | 0     | 7        | 59       | 3     | 0        | 39    | 29       | 3.39     | 1.30    |
| NPB：12年 | NPB：12年 | 214   | 58    | 7     | 3     | 2        | 35    | 30    | 2        | --          | .538  | 2609  | 605.2    | 626      | 67          | 211      | 8     | 28       | 422      | 8     | 2        | 311   | 286      | 4.25     | 1.38    |
| KBO：1年  | KBO：1年  | 39    | 20    | 5     | 1     | --       | 7     | 11    | 5        | 0           | .389  | 676   | 159.0    | 155      | 17          | 53       | 3     | 9        | 87       | 2     | 0        | 68    | 66       | 3.74     | 1.31    |
| CPBL：1年 | CPBL：1年 | 11    | 11    | 3     | 0     | 0        | 4     | 6     | 0        | 0           | .400  | 331   | 77.0     | 81       | 6           | 19       | 0     | 7        | 59       | 3     | 0        | 39    | 29       | 3.39     | 1.30    |

### 表彰
NPB
- 月間MVP：1回（投手部門：2001年6月）

### 記録
NPB初記録
- 初登板：1990年4月18日、対オリックス・ブレーブス2回戦（日生球場）、8回表2死に2番手として救援登板、1/3回4失点
- 初奪三振：1990年4月19日、対オリックス・ブレーブス3回戦（日生球場）、9回表に弓岡敬二郎から
- 初先発：1990年8月12日、対ロッテオリオンズ17回戦（藤井寺球場）、1回4失点
- 初勝利・初完投勝利・初完封勝利：1991年6月20日、対日本ハムファイターズ10回戦（東京ドーム）
- 初セーブ：1992年10月6日、対西武ライオンズ26回戦（藤井寺球場）、6回表に2番手として救援登板・完了、4回無失点

NPBその他の記録
- オールスターゲーム出場：1回（2001年）

### 背番号
- 41（1990年 - 1995年）
- 40（1996年）
- 42（1997年 - 1998年）
- 44（1999年 - 2000年）
- 28（2001年 - 2002年）
- 29（2003年 - 2004年）